# Finlands folkorganisation
Finlands folkorganisation (FFO, Suomen Kansan Järjestö, SKJ), var en nazistisk  organisation, grundad 1932 i Helsingfors av jägarkaptenen Arvi Kalsta.
Kalsta hade kopierat Nationalsocialistiska tyska arbetarepartiets program av 1920 och dess uppbyggnad samt genom studiebesök i Ostpreussen och andra kontakter gjort sig förtrogen med den stora förebildens verksamhet. Trogen nazismens ideal om folkgemenskap lade FFO i motsats till flertalet av epokens andra extremhögerorganisationer an på att vara oklanderligt tvåspråkig. 
FFO, som var den mest betydande av det halvdussin nazistiska organisationer som uppträdde i Finland på 1930-talet, ställde i riksdagsvalet 1933 upp i Nylands valkrets men samlade inte mera än 2 100 röster, vilket inte räckte till mandat. Antalet medlemmar torde inte ha uppgått till mer än några hundra. Organisationen utgav från 1933 tidskrifterna Herää Suomi och Hakkorset samt inrättade 1934 en kursgård i Hirvensalmi för utbildning av funktionärer. Rörelsen drabbades dock snart av intern splittring och upplöstes 1936, sedan det bland annat visat sig att ekonomiskt stöd från tyskt håll inte kunde påräknas. Den fick flera arvtagare under den andra vågen av nazism under fortsättningskriget.